# Борисовское сельское поселение (Омская область)
Борисовское се́льское поселе́ние — муниципальное образование в Шербакульском районе Омской области Российской Федерации.
Административный центр — село Борисовское.

## История
Статус и границы сельского поселения установлены Законом Омской области от 30 июля 2004 года № 548-ОЗ «О границах и статусе муниципальных образований Омской области».
До реформы 2004 года — Борисовский сельский административный округ.

## Население
| 2010  | 2011  | 2012  | 2013  | 2014  | 2015  | 2016  | 2017  | 2018  |
| ----- | ----- | ----- | ----- | ----- | ----- | ----- | ----- | ----- |
| 1859  | ↘1854 | ↘1817 | ↘1782 | ↘1715 | ↘1676 | ↘1649 | ↘1617 | ↘1595 |
| 2019  | 2020  | 2021  | 2023  |       |       |       |       |       |
| ↘1552 | ↘1541 | ↘1475 | ↘1430 |       |       |       |       |       |

Гендерный состав
По данным Всероссийской переписи населения 2010 года в гендерной структуре населения из 1859 человек мужчин — 894, женщин — 965	(48,1 и 51,9 % соответственно)

### Национальный состав
Согласно результатам переписи 2002 года, в национальной структуре населения русские составляли большинство в пяти населённых пунктах, в одном (Тарналы) — казахи.

## Состав сельского поселения
| № | Населённый пункт   | Тип населённого пункта       | Население |
| - | ------------------ | ---------------------------- | --------- |
| 1 | 1-е Комиссаровское | деревня                      | 382       |
| 2 | Борисовское        | село, административный центр | 979       |
| 3 | Комсомольское      | деревня                      | 43        |
| 4 | Тарналы            | деревня                      | 111       |
| 5 | Центральное        | деревня                      | 312       |
| 6 | Южное              | деревня                      | 32        |

### Упразднённые населённые пункты
- 2-е Комиссаровское
- 3-е Комиссаровское
- Найман